# Los Morales (serie de televisión)
Los Morales —en inglés: Dynasty— es una serie de televisión colombiana creada por Luis Alberto Restrepo. para Caracol Televisión. Está basada en la vida de los cantantes colombianos Kaleth y Miguel Morales. Esta protagonizada por Julio Meza, María Laura Quintero, Jerónimo Cantillo y Vivian Ossa, con las participaciones antagónicas de Édgar Vittorino y Elianis Garrido. Se estrenó el 22 de mayo de 2017.
Las grabaciones empezaron oficialmente el 22 de noviembre de 2015 en Valledupar y diferentes localizaciones en el departamento de La Guajira entre febrero y junio de 2016, el 17 de septiembre de 2016, mediante un comunicado, se dio oficialmente el inicio de grabación del joven que interpretará a Kaleth Morales en su juventud, dado que estaban en búsqueda del personaje adecuado para interpretar el personaje principal, la tardía búsqueda del personaje principal retrasó un poco las grabaciones, puesto que la novela empezó a finales de 2015.
La telenovela es emitida y distribuida internacionalmente bajo el nombre de La dinastía en países como Ecuador, Venezuela República Dominicana y en Panamá como Dinastía Morales.

## Sinopsis
Los Morales, lo que se hereda se canta es una historia inspirada en la vida y la música de esta dinastía que inicia con Miguel Morales, luego su hijo Kaleth Morales y finalmente sus hermanos Los K Morales, quienes en diferentes épocas han dejado su huella en la música vallenata.
Enmarcada en el maravilloso ambiente de Valledupar, con los sonidos de la guitarra y el acordeón, la serie refleja la majestuosa voz de Miguel, a quien le tocó abrirse paso entre cocinas y todos los trabajos temporales que logró conseguir mientras crecía en la música, sumado a la oposición de Carmelo Cuello, su rival. De ahí en adelante los Morales, los reyes del barrio Primero de Mayo, mantendrán una especial herencia en torno a este género.
Kaleth empezó en su niñez, pero sus padres no querían que tomara el camino de la música, pero él les hizo entender que el don suyo era cantar y que nadie le podía arrebatar sus sueños. Años más tarde, cuando adulto, saltó a la fama con el lanzamiento de varios e importantes discos y sencillos musicales, razón por la cual fue reconocido a nivel nacional en su corta trayectoria, pasando la relaciones sentimentales las cuales obtuvo a lo largo de su vida y finalmente su fallecimiento. Algo que destrozó la familia Morales, pero que nunca les hizo perder las esperanzas de seguir viviendo y recordándolo como el rey de la nueva ola del vallenato.

## Reparto
- Julio Meza — Miguel Morales[1]
- Jerónimo Cantillo — Kaleth Miguel Morales Troya[1][10]
- Alberto Kammerer — Kaleth Miguel Morales Troya (niño)[1]
- María Laura Quintero — Nevis Troya de Morales[1]
- Vivian Ossa[11] — July Cuello
- Shaira Peláez — July Cuello (niña)
- Valeria Henríquez — María Del Pilar Acero
- Salomé Quintero — Tatiana Cuello
- Yeimy Paola Vargas[12] — Evelti Morales "Bechi, La Tía Universal"
- Édgar Vittorino[11] — Carmelo Cuello
- Daniel Moreno[13] — Kanner Morales Troya
- Eudis Javid Almendrales — Kanner Morales Troya (niño)
- Junior Polo[13] — Keyner Morales Troya
- Josué David Carmona — Keyner Morales Troya (niño)
- Leanna Morales Charry — Eva Sandrith Morales (bebé)
- Adriana Ricardo[11] — Anabel Vda. de Cuello
- Yuldor Gutiérrez[11] — Pedro Miguel Morales
- Obeida Benavides[11] — Araceli Vda. de Morales †
- Marianny Egurrola[11] — Monserrat Troya
- Marianne Schaller[11] — Dionisia Araujo (Casette)
- Jorge Martínez Fonseca — Rafael Orozco (Actuación Especial)
- John Bolívar — Nereo López
- Sunamy Rodríguez — Ninfa López (hija de Nereo López)
- Marianella Sinisterra[11] — Marlyn
- Eibar Gutiérrez — Irgidio Valle
- Yorneis García[11] — Pote Daza
- Ismael Barrios — Anturio Daza
- Julián Caicedo — Jairo
- Christian Better[11] — Dario Pimiento
- Rafael Alberto Moreno[11] — Enrique "Kike" Polo
- Laura Peñuela — Magnolia
- María José Martínez — María Fernanda de Cuello "Mafe"
- Hugo Luis Urruchurto — Augusto Cerquera "Tuto"
- Vanessa Gallego[14] — Mariana
- Elianis Garrido — Shirley Del Castillo
- Alán García — Beto
- Marta Nieto — Nina Gámez
- Pillao Rodríguez — Samuel "Sasá" Ramirez
- Ulises Gonzalez — Cesar Monte
- Rafael Acosta — Leo Gámez
- Jairo Guerrero — William "Willy" Daza
- Diego León García — Harry Daza
- Nina Paola Marín — Carmiña
- Maria Daniela Sarria — Mary
- Clary Borja — Sussy Zuleta
- Juan Fuentes — Tico Zuleta
- Gustavo Angarita Jr. — Profesor Enrique "Kike" Burgos
- Tatiana Jáuregui — Mirta Gerglén
- Ignacio Hijuelos — Médico
- Liliana Escobar — Fiscal
- María del Carmen Romero[11]
- Diego Villegas[11]
- Juan K. Ricardo — Él mismo
- Juan Fernando Herrera Pauth - Musica
- Fouad Kamal farias Morun —  Camilo actor y político venezolano.
- Alden Rojas[15]